# Сморчков, Андрей Михайлович
Андре́й Миха́йлович Сморчко́в (род. 24 октября 1961, Москва) — советский и российский историк-антиковед, исследователь истории и культуры Древнего Рима, римской религии. Доктор исторических наук, профессор. Заведующий кафедрой археологии, истории древнего мира и средних веков Московского государственного областного университета (2002—2007), профессор кафедры истории древнего мира Института восточных культур и античности Российского государственного гуманитарного университета

## Биография
Родился 24 октября 1961 году в Москве. В 1979 году окончил среднюю школу в г. Чехов Московской области, поступил на исторический факультет Московского государственного университета им. М. В. Ломоносова. Специализировался по кафедре истории древнего мира. В 1987—1990 годах учился в аспирантуре исторического факультета МГУ. В 1991 году защитил кандидатскую диссертацию «Сакральные основы формирования римской цивитас».
С 1984 года работал в Липецком государственном педагогическом университете: в 1984—1987 — ассистентом, в 1990—1992 — старшим преподавателем. С 1992 года работал в Московском государственном областном университете. В 2002—2007 годах возглавлял кафедру археологии, истории древнего мира и средних веков факультета истории, политологии и права МГОУ. С 2008 г. — в Российском государственном гуманитарном университете, профессор кафедры истории древнего мира Института восточных культур и античности.
В 2013 году в РГГУ защитил докторскую диссертацию «Политическая и сакральная власть в Римской республике: структуры и механизмы взаимодействия».

## Научная деятельность
Область научных интересов — история и культура Древнего Рима, римская религия.
В работах А. М. Сморчкова ставятся проблемы взаимодействия сакральных и политических функций в системе власти римской Республики, исследуются принципы функционирования гражданской общины. Ряд статей посвящен сакральному содержанию магистратской власти, сакральным полномочиям различных магистратур (консулата, претуры, диктатуры, цензуры), политическим полномочиям и формам влияния жрецов (понтификов и авгуров), храмовому строительству, статусу и роли храмов.
Монография «Религия и власть в Римской республике: магистраты, жрецы, храмы» (2012) посвящена роли религии в политической системе Римской республики в период её становления и расцвета в V — середине II в. до н. э. Автор анализирует источники и значение магистратских ауспиций (птицегаданий), рассматривая куриатный закон об империи, электоральные комиции, взаимодействие империя и ауспиций, вопрос об ауспициях в борьбе патрициев и плебеев. Раскрываются религиозные полномочия и сакральное содержание магистратской власти: сакральные аспекты царской власти, религиозные полномочия ординарной магистратуры, сакральные аспекты раннереспубликанской диктатуры, религиозные полномочия цензорской власти. Исследователь изучает место жречества в политической системе республиканского Рима, характеризуя коллегии авгуров, понтификов, жрецов священнодействий, статус верховного понтифика и выборы плебейских трибунов в 449 г. до н. э. Автор показывает роль храма в религиозной жизни Рима, останавливается на процедуре основания и публично-правовом положении храма, процедурах votum (обетование общественного храма), locatio (выделение храмового участка), dedicatio (посвящение храмового здания). Освещается участие частных лиц в учреждении общественных храмов, экономическое положение и социальная роль храмов и правовая защита священного имущества в Древнем Риме. Автор приходит к выводу, что имело место подчинение сакральной сферы политической власти, что явилось результатом победы патрицианской аристократии над царской властью и стало одним из главных принципов полисной цивилизации Рима.

### Основные работы
- Взаимодействие общественных и частных празднеств в римской религии // Вестник Московского ун-та. Сер. 8. История. 1991. № 5. С. 49-58
- Римское публичное жречество: между царской властью и аристократией // Вестник древней истории. 1997. № 1. С. 35-45.
- Правовой статус и социальная роль храмов республиканского Рима // Древнее право. 2000. № 2 (7). С. 48-62.
- Коллегия понтификов. С. 100—141; Коллегия арвальских братьев. С. 213—248; Коллегия луперков. С. 249—268; Коллегия жрецов священнодействий. С. 269—286; Коллегия весталок. С. 287—298 // Жреческие коллегии в раннем Риме. К вопросу о становлении римского сакрального и публичного права. М.: Наука, 2001.
- Regnum et sacrum: о характере царской власти в древнем Риме // Древнее право. 2002. № 2 (10). С. 40-55.
- Куриатный закон об империи и ауспиции магистратов // Древнее право. 2003. № 11. С. 24-39.
- Этап locatio (сакральные аспекты) при учреждении общественного храма в республиканском Риме // Древний Восток и античный мир. Труды кафедры истории древнего мира МГУ им. М. В. Ломоносова. № 6. 2004. С. 46-55.
- Правовая защита священного имущества в Древнем Риме (sacrilegium в 48-й книге Дигест) // Дигесты Юстиниана. Т. VIII. М., 2006. С. 181—195.
- Авгурский контроль над ауспициями магистратов: теория и реальность // Античный мир и археология. № 12. Саратов, 2006. С. 157—171.
- Сакральные ограничения консульского империя // Вестник древней истории. 2006. № 4. С. 154—169.
- Понтифики и собрания граждан (contiones, concilia, comitia) в эпоху Ранней Республики // Вестник древней истории. 2007. № 3. С. 47-66.
- Sulla interpretazione del termine sacrilegium nel libro 48 dei Digesta // Problemi della traduzione dei Digesta Giustinianei nelle lingue europee. Napoli, 2007. P. 125—135.
- Сакральные полномочия цензорской власти в Римской Республике // Вестник древней истории. 2008. № 3. С. 49-63.
- Сакральные основы раннеримской диктатуры // Вестник древней истории. 2009. № 1. С. 54-74.
- Храмовое строительство в эпоху ранней республики (V—IV вв. до н. э.) // Вестник древней истории. 2011. № 1 (276). С. 28-44.
- Религия и власть в Римской республике: магистраты, жрецы, храмы. М.: РГГУ, 2012. 602 с.
- Двойные стандарты в оценках римской демократии // Журнал политических исследований. 2018. Т. 2. № 3. С. 135—147.
- Валерий Максим: римлянин на грани эпох // Вестник древней истории. 2019. Т. 79. № 1. С. 77-89[4].

Переводы:
- Дигесты Юстиниана. ТТ. IV—VII. М., 2004—2005. Пер. с лат. книг XXI , XXXIII, XXXIV (титул 9), XLII, XLIX.
- Дионисий Галикарнасский. Римские древности. В 3-х тт. М., 2005. Пер. с древнегреч. книг VII, VIII, XII—XIX.
- Валерий Максим: Девять книг достопамятных деяний и высказываний / Пер. с лат., коммент., вступ. ст. и прил. А. М. Сморчкова. М.: РГГУ, 2020. 468 с.